# Râul Hagota
Râul Hagota este un afluent al râului Figheș. 

## Hărți
- Harta județului Harghita
- Harta munții Giurgeu  Arhivat în 27 septembrie 2007, la Wayback Machine.